# Ambastaia sidthimunki
Espèce
Statut de conservation UICN

 EN B2ab(iii,v) : En danger
Ambastaia sidthimunki est une espèce de poissons d'eau douce de la famille des Cobitidae originaire du nord de la Thaïlande.

## Répartition
Ce poisson se rencontre en Thaïlande. Sa présence est incertaine au Laos.
Ce poisson est originaire du nord de la Thaïlande, mais aujourd'hui à cause de la surpêche, principalement pour l'aquariophilie, de la pollution, et de la construction de barrage dans son aire de répartition, sa population a fortement diminué. Le botia nain pour l'aquariophilie provient de nos jours uniquement de l'élevage et non plus de la pêche dans son milieu naturel.
Aujourd'hui, on ne le trouve plus que dans le bassin du Mékong au Laos, au Cambodge et en Thaïlande dans deux cours d'eau protégés au-dessus du barrage de Mae Klong, le Kwae Noi et le ruisseau Songalia.
Il vit donc sur le fond des rivières et des ruisseaux boisés montagnards, au courant fort mais aussi dans les zones inondées et les petites pièces d’eau boueuses.

## Description
Ambastaia sidthimunki peut mesurer jusqu'à 55 mm, queue non comprise, les femelles étant un peu plus petites que les mâles. C'est un poisson de fond, par conséquent son corps est fusiforme et sa bouche est orientée vers le bas. Mais il nage aussi en pleine eau. Il possède trois paires de barbillons au niveau de la bouche, et une fine épine osseuse au-dessus des yeux. Cette dernière lui permet d'extraire les escargots, dont il se nourrit, de leur coquille. Ses écailles alternent des zones blanches et noires formant un damier.

## Aquariophilie
L'espèce est populaire dans les animaleries, depuis 40 ans. Les poissons ont été reproduits en captivité à grande échelle grâce à des hormones. L'espèce Ambastaia nigrolineata est parfois vendue sous le nom d’Ambastaia sidthimunki, du fait de leur grande ressemblance.

### Alimentation
La loche naine est un poisson omnivore, bien qu'il ait une préférence pour les proies vivantes, comme les escargots d'eau douce et les crevettes.

### Maintenance
Il est conseillé de lui fournir un aquarium d'au moins 100 litres bien planté, disposant d'aires de repos, avec de feuilles ou racines où le poisson aime reposer sur ses nageoires pelviennes. Il se plaira aussi bien dans un aquarium communautaire que dans un bac spécifique, tant qu'il est avec quelques-uns de ses congénères. La température de l'eau doit être comprise entre 22 et 30 °C et son pH de 6 à 10.

## Protection
Cette espèce est classée en danger critique d'extinction sur la liste rouge de l'UICN et est protégée par la loi thaïlandaise.

## Systématique
Le nom valide complet (avec auteur) de ce taxon est Ambastaia sidthimunki (Klausewitz (d), 1959).
L'espèce a été initialement classée dans le genre Botia sous le protonyme Botia sidthimunki Klausewitz, 1959.
Ce taxon porte en français les noms vernaculaires ou normalisés suivants : Loche naine et Loche damier[réf. nécessaire].
Et, en anglais, Dwarf Clown Loach et Dwarf Botia.
Ambastaia sidthimunki a pour synonymes :
- Botia sidthimunki Klausewitz, 1959
- Botia sidthimunkii Klausewitz, 1959
- Yasuhikotakia sidthimunki (Klausewitz, 1959)

### Étymologie
Son épithète spécifique, sidthimunki, pourrait lui avoir été donnée en l'honneur de l'ichtyologiste thaïlandais Aree Sidthimunk (d) (1978-1983), toutefois ceci n'est pas totalement avéré,.

### Publication originale
- (de) Wolfgang Klausewitz, « Botia sidthimunki, eine neue Schmerle aus Thailand (Pisces, Cobitidae) », Senckenbergiana Biologica, Allemagne, vol. 40, nos 1-2,‎ 1959, p. 51-53 (ISSN 0037-2102).